# De De Lind
I De De Lind sono stati un gruppo di rock progressivo italiano formatosi nel 1969.

## Storia del gruppo
Nata nel Varesotto, poi trasferitasi a Milano, la band assume il nome di una modella, scelta come Miss Playboy nel 1967.
Tra i vari componenti vi è, alla batteria, Ricky Rebajoli, proveniente dai Nuovi Angeli e, prima ancora, nei New Dada, oltre al sassofonista Renato Matarrese, agli esordi nella band ed oggi affermato musicista e pittore.
Gli esordi sono nel filone pop-beat con una serie di 45 giri e di partecipazioni a festival, prima di approdare al rock progressivo nel 1972 con l'unico album inciso per l'etichetta Mercury.
L'album si segnala per le delicate melodie, sottolineate dal flauto ed alternate a momenti rock e riff chitarristici più duri, ma anche per il chilometrico titolo: "Io non so da dove vengo e non so dove mai andrò. Uomo è il nome che mi han dato", che costituisce il testo intero dell'ultimo brano dell'album. In linea con le tendenze del tempo, il disco è costruito intorno ad una trama concept, costruita intorno ai temi della guerra e della memoria.
La mancata affermazione commerciale è alla base dello scioglimento della formazione, il cui cantante, Vito Paradiso, intraprenderà una carriera in proprio incidendo due 45 giri: "500 blu / Poeta racconta" e "Inverno / Vengo via con te", entrambi del 1975, e due album: "Noi belli noi brutti" del 1978, e "Per lasciare una traccia" del 1980, nei quali si avvale della collaborazione di musicisti provenienti da gruppi affermati, quali il Banco del Mutuo Soccorso e gli Area. A partire dagli anni '90, con la nascita delle etichette indipendenti specializzate nella ristampa di album progressivi, i De De Lind sono riscoperti ed il loro album è riconosciuto come uno dei più riusciti nel suo genere.

## Formazione
- Vito Paradiso - voce, chitarra classica
- Gilberto Trama - fiati
- Matteo Vitolli - chitarra elettrica
- Eddy Lorigiola - basso
- Ricky Rebajoli - batteria

## Discografia

### Album in studio
- 1972 - Io non so da dove vengo e non so dove mai andrò. Uomo è il nome che mi han dato (Mercury Records, 6323 901 A)

### Singoli
- 1969 - Anche se sei qui / Come si fa? (Windsor, WRNP 004)
- 1970 - Mille anni / Ti devo lasciare (Mercury Records, 6027 001)
- 1971 - Signore dove vai? / Torneremo ancora (Mercury Records, 6027 003)
- 1973 - Fuga e morte / Paura del niente (Mercury Records, AS 210